# Lepidiella niveritarsis
Lepidiella niveritarsis är en tvåvingeart som beskrevs av Günther Enderlein 1937. Lepidiella niveritarsis ingår i släktet Lepidiella och familjen fjärilsmyggor.
Artens utbredningsområde är Peru. Inga underarter finns listade i Catalogue of Life.